# Glipostenoda pulla
Glipostenoda pulla là một loài bọ cánh cứng trong họ Mordellidae. Loài này được Fahraeus miêu tả khoa học năm 1870.